# I Walk the Line

Johnny Cash - I Walk the Line

I Walk the Line ist ein Countrysong aus dem Jahr 1956, der von Johnny Cash geschrieben und von ihm und den Tennessee Two interpretiert wurde. Er war für Cash der erste Millionenseller und der erste Nr.-1-Song in den Country-Charts. Eine Neuaufnahme bei Columbia Records erschien 1964 auf dem gleichnamigen Album. 2004 schaffte es der Song in der Liste der 500 beste Songs aller Zeiten des Magazins Rolling Stone auf Platz 30.

## Entstehungsgeschichte
Nachdem Cash 1955 erste Erfolge zu verzeichnen hatte und auf dem Weg zum gefragten Star war, machte sich seine damalige Frau Vivian Liberto Sorgen, ihr Mann könne den Verlockungen in Form der vielen weiblichen Fans erliegen. In ihrer 2007 posthum erschienenen Biografie schrieb Liberto, Cash habe ihr eines Tages gesagt: „Mach dir keine Sorgen, du bist Tag und Nacht in meinen Gedanken. Ich bleibe für dich auf dem geraden Weg.“ Daraufhin bat er sie, diese Zeilen aufzuschreiben, und Cash machte daraus den Song I Walk the Line. Weiter schrieb Liberto: „Jedes Mal, wenn ich diesen Song von Johnny gehört habe, egal ob es tausende Male gewesen ist, wusste ich, er hat jedes der Worte für mich gesungen.“ Die Ehe wurde 1967 geschieden; 1968 heiratete Cash June Carter.
Nach einem Konzert in Texas sah Cash zunächst den Titel Because You're Mine für den Song vor, doch sein Freund und Sun-Kollege Carl Perkins riet ihm, I Walk the Line als Songtitel aus den Textzeilen zu wählen. Da Cashs Band zu dieser Zeit noch keinen Schlagzeuger hatte, ließ er ein Stück Papier hinter die Saiten der Rhythmusgitarre klemmen; dieses perkussive Schnarren wurde zum typischen Merkmal des berühmten „Boom-Chicka-Boom“-Sounds. Die Bezeichnung ist eine lautmalerische Beschreibung für den schnellen, stampfenden Klang ähnlich dem eines fahrenden Güterzugs (Freight Train Rhythm). Der später bei Cash-Songs oft wiederkehrende Rhythmus wurde zu seinem Erkennungssound. 
Cash hatte den Song ursprünglich als Ballade angelegt, doch Sam Phillips von Cashs Label Sun war der Ansicht, dass sich eine schnellere Version besser verkaufe. Aufnahmetag war der 2. April 1956, an dem auch die B-Seite Get Rhythm entstand. Die am 1. Mai 1956 als Sun #241 veröffentlichte Single war Cashs dritte Platte.

## Kommerzieller Erfolg

### Chartplatzierungen
Im Juni 1956 kam der Song in die Country-Charts, wo er sechs Wochen auf Platz eins blieb. Im September entwickelte sich der Song auch zum Crossover, als er bis auf Platz 17 der Pop-Charts gelangte. Nach Blue Suede Shoes von Carl Perkins entwickelte sich I Walk the Line zum zweiten Millionenseller von Sun Records mit einem Umsatz von fast zwei Millionen Exemplaren.
| ChartsChartplatzierungen       | Höchstplatzierung | Wochen |
| ------------------------------ | ----------------- | ------ |
| Vereinigte Staaten (Billboard) | 19 (22 Wo.)       | 22     |

### Auszeichnungen für Musikverkäufe
| Land/Region                  | Auszeichnungen für Musikverkäufe (Land/Region, Auszeichnung, Verkäufe) | Verkäufe |
| ---------------------------- | ---------------------------------------------------------------------- | -------- |
| Neuseeland (RMNZ)            | Platin                                                                 | 30.000   |
| Vereinigtes Königreich (BPI) | Gold                                                                   | 400.000  |
| Insgesamt                    | 1× Gold · 1× Platin ·                                                  | 430.000  |

Hauptartikel: Johnny Cash/Auszeichnungen für Musikverkäufe

## Interpretationen
Nach der ersten Aufnahme von 1956 sang Cash den Song 1964 für das gleichnamige Album ein weiteres Mal ein. Unter dem Titel Wer kennt den Weg nahm Cash, der in Landsberg am Lech beim US-Militär gedient hatte, am 19. Juni 1965 in New York eine deutschsprachige Fassung mit einem Text von Günter Loose auf. 
Weitere Aufnahmen erfolgten 1968 und 1969 für die Alben At Folsom Prison und At San Quentin, 1971 für den Soundtrack des Films I Walk the Line (Der Sheriff) mit Gregory Peck in der Hauptrolle und schließlich 1988 für das Album Classic Cash: Hall of Fame Series. 2001 veröffentlichte Cashs Schwiegersohn Rodney Crowell auf seinem Album The Houston Kid den Song als Duett mit Cash.

## Coverversionen
Der Song erhielt einen BMI-Award und ist mindestens 33 Mal gecovert worden. Darunter befindet sich auch eine deutsche Version von Gunter Gabriel, Ich bleib auf Kurs aus dem Jahre 2002.
2005 drehte der Regisseur James Mangold eine Johnny-Cash-Biografie mit dem Titel Walk the Line. In dem Film singt der Hauptdarsteller Joaquin Phoenix alle Cash-Songs selbst, unter anderem auch I Walk the Line, das Phoenix auch für den gleichnamigen Soundtrack aufnahm.
2015 veröffentlichte die Pop-Sängerin Halsey ein Cover, welches als Hintergrundmusik im Trailer des 2017 erschienenen Power Rangers Films zu hören ist.